# Ołeksandr Kamyszin
Ołeksandr Mykołajowycz Kamyszin, ukr. Олександр Миколайович Камишін (ur. 2 lipca 1984 w Kijowie) – ukraiński menedżer i finansista, od 2023 do 2024 minister ds. strategicznych gałęzi przemysłu.

## Życiorys
Studiował na Politechnice Kijowskiej, uzyskał specjalizacje z informatyki i finansów. Kształcił się również w międzynarodowym zrzeszeniu finansistów Association of Chartered Certified Accountants. Pracował w firmie audytorskiej KPMG (2006–2008), a następnie w przedsiębiorstwie inwestycyjnym Dragon Capital (2009–2012). Od 2009 do 2012 był też dyrektorem generalnym KMZ Industries. W latach 2012–2019 zatrudniony jako menedżer inwestycyjny w należącym do Rinata Achmetowa holdingu SCM. W 2020 został partnerem zarządzającym firmy inwestycyjnej Fortior Capital.
W sierpniu 2021 powierzono mu wykonywanie obowiązków prezesa zarządu ukraińskiego przewoźnika kolejowego Ukrzaliznycia. W październiku 2021 został tymczasowym prezesem tego przedsiębiorstwa, a w marcu 2022 powołano go na jego prezesa. Zyskał międzynarodową rozpoznawalność w 2022 dzięki utrzymaniu transportu kolejowego w trakcie inwazji Rosji na Ukrainę. W lutym 2023 ustąpił z zajmowanego stanowiska, w marcu mianowany społecznym doradcą prezydenta. W tym samym miesiącu objął urząd ministra ds. strategicznych gałęzi przemysłu w rządzie Denysa Szmyhala, który sprawował do września 2024.